# Улаханський розлом

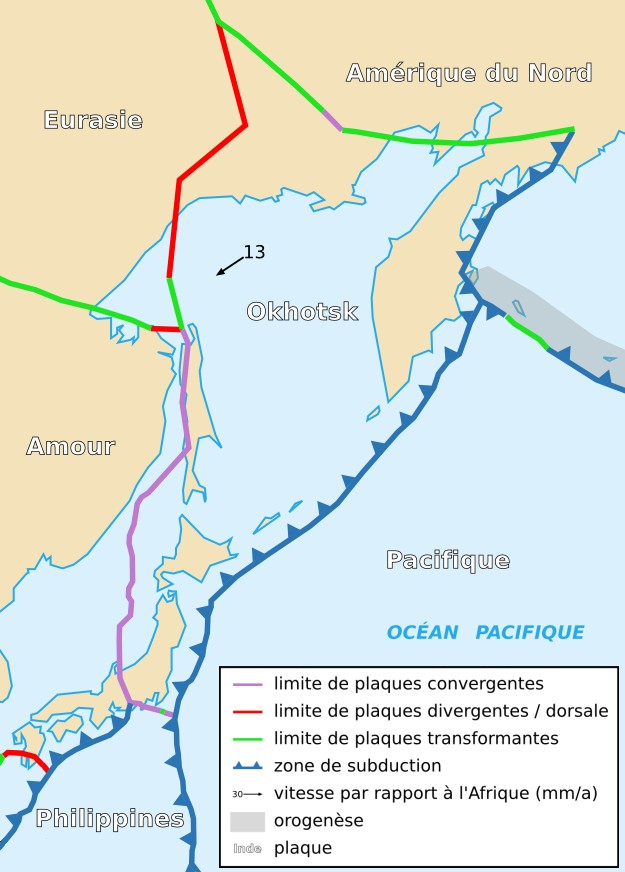
Улаханський розлом у верхній частині мапи, позначено зеленим

Улаханський розлом — лівобічний трансформний розлом, що проходить межею між двома тектонічними плитами: Північно-Американською і Охотською в Північно-Східній Азії. Проходить від трійника на хребті Черського на заході, до трійника на сході, від якого крім Улаханського розлому прямують Алеутський і Курило-Камчатський жолоб.